# Saint-Étienne-de-Boulogne
 Saint-Étienne-de-Boulogne  là một xã ở tỉnh Ardèche, vùng Auvergne-Rhône-Alpes ở đông nam nước Pháp.